# Gmina Iowa (hrabstwo Benton)

Położenie Gminy Iowa w hrabstwie Benton

Gmina Iowa (ang. Iowa Township) – gmina w USA, w stanie Iowa, w hrabstwie Benton. Według danych z 2000 roku gmina miała 423 mieszkańców.